# Élperfekt gráf

Egy élperfekt gráf. Az ábrán az egyes 2-összefüggő komponensek feketék, ha a komponens páros, kékek, ha a komponens tetraéder és pirosak, ha a komponens háromszögű könyv.

A matematika, azon belül a gráfelmélet területén egy élperfekt gráf (line perfect graph) olyan gráf, melynek élgráfja perfekt gráf. Ezzel egyenértékű definíció szerint azok a gráfok élperfektek, melyek minden páratlan hosszúságú egyszerű köre háromszög.
Egy gráf pontosan akkor élperfekt, ha minden kétszeresen összefüggő komponense teljes páros gráf, a {\displaystyle K_{4}} teljes gráf vagy egy {\displaystyle K_{1,1,n}} alakú háromszögű könyv (teljes háromrészes gráf). Mivel mindháromfajta kétszeresen összefüggő komponenens maga is perfekt gráf, ezért az élperfekt gráfok mindig perfekt gráfok is. Hasonló okoskodás alapján minden élperfekt gráf egyben paritásgráf, Meyniel-gráf és perfekt rendezhető gráf is.
Az élperfekt gráfok a páros gráfok általánosításai; velük megegyező tulajdonságaik, hogy a maximális elemszámú párosításuk és minimális csúcslefedésük mérete megegyezik, valamint élkromatikus számuk megegyezik maximális fokszámukkal.

## Fordítás
- Ez a szócikk részben vagy egészben a Line perfect graph című angol Wikipédia-szócikk ezen változatának fordításán alapul.  Az eredeti cikk szerkesztőit annak laptörténete sorolja fel. Ez a jelzés csupán a megfogalmazás eredetét és a szerzői jogokat jelzi, nem szolgál a cikkben szereplő információk forrásmegjelöléseként.